# Шейново (Орловская область)
Ше́йново — деревня в составе Алябьевского сельского поселения Мценского района Орловской области России.

## Описание
Деревня расположена на относительно равнинной местности у истока речки Полозовки (приток Колпны), в 18 км (по автодороге) от сельского административного центра Верхнее Алябьево. Название получено по фамилиям бывших владельцев: Бешенцева, Енютина, Шеина. Упоминается в Дозорной книге Новосильского уезда (ДКНУ) за 1615 год как «слободка Енютинская, Бешенцова тож, под лесом под Ломиполозом, на речке на Ломиполозе». В 1859 году в деревне насчитывалось 15 крестьянских дворов, в 1915 году — 21 двор, в 1926 — 30 дворов. Относилась к приходу церкви Нерукотворного Образа Спасителя села Ломиполозова (Подтатарского). В 1930-х были образованы колхозы «Авангард» и «Новая Жизнь», работала школа 1-й ступени и пункт ликвидации неграмотности.

## Население
| Годы      | 1857 | 1859 | 1915 | 1926 | 2000 | 2010 |
| --------- | ---- | ---- | ---- | ---- | ---- | ---- |
| Население | 193  | 110  | 157  | 195  | 11   | 1    |